# Xã Portage, Quận Mackinac, Michigan
Xã Portage (tiếng Anh: Portage Township) là một xã thuộc quận Mackinac, tiểu bang Michigan, Hoa Kỳ. Năm 2010, dân số của xã này là 981 người.